# Viane (Frankrijk)
Viane is een gemeente in het Franse departement Tarn (regio Occitanie) en telt 582 inwoners (1999). De plaats maakt deel uit van het arrondissement Castres.

## Geografie
De oppervlakte van Viane bedraagt 39,0 km², de bevolkingsdichtheid is 14,9 inwoners per km².
De onderstaande kaart toont de ligging van Viane (Frankrijk) met de belangrijkste infrastructuur en aangrenzende gemeenten.

## Demografie
Onderstaande figuur toont het verloop van het inwonertal (bron: INSEE-tellingen).